# Гроші (Вилча)
Гроші (рум. Groși) — село у повіті Вилча в Румунії. Входить до складу комуни Чернішоара.
Село розташоване на відстані 174 км на захід від Бухареста, 29 км на південний захід від Римніку-Вилчі, 76 км на північ від Крайови, 143 км на південний захід від Брашова.

## Населення
За даними перепису населення 2002 року у селі проживали 434 особи, усі — румуни. Усі жителі села рідною мовою назвали румунську.